# 小盐厂村
小盐厂村是中国河北省阳原县揣骨疃镇下辖的55个自然村中的一个，亦是一个行政村。

## 沿革
小盐厂村所在地区，属于中原与北方诸少数民族交界之区域。自古是兵家相争之地，加之全球气候逐渐变化的缘故，这一带原住人口锐减。
至明朝洪武年间，为了给当地驻军生活提供保障，从山西洪洞县大槐树下迁移大量人口到该地区，以确保有足够的民户开荒种地，发展生产。
小盐厂村的第一批移民也是从山西洪洞县大槐树迁移而来，说是第一批，实际上只有袁姓兄弟两人（兄弟两人的墓葬与著名的鹫峰寺相隔而望），后因请教书先生王家三兄弟入住，从那时起，由于种种原因袁家开始不和，王家开始壮大，大部分搬走，也有不少外姓村民搬入。
小盐厂村由于处于河北山西的交界，因此历史上的隶属省份也是几经变迁，先属于山西省，后并于察哈尔省，最后于1952年归于河北省。

## 名人
小盐厂村人朴实善良，大多为本分农民，但也不乏举国闻名的历史名人。
王振翼（又名王仲一），字壮飞，山西省天镇县小盐厂村(今河北省阳原县)人。太原省立一中学生，山西著名的学生运动领袖，中共最早的党员之一（1921年秋加入中国共产党），中共山西党团组织的创建人，太原社会主义青年团第一任负责人，《山西平民周刊》主编，曾担任中共顺直省委书记，1931年病逝于北京草岚子监狱。

## 本村语言
晋语系

## 主食
黄糕